# Sigma Ceti
Sigma Ceti (σ Ceti, förkortat Sigma Cet, σ Cet) som är stjärnans Bayerbeteckning, är en dubbelstjärna belägen i den sydöstra delen av stjärnbilden Valfisken (stjärnbild). Den har en kombinerad skenbar magnitud på 4,78 och är synlig för blotta ögat där ljusföroreningar ej förekommer. Baserat på parallaxmätning inom Hipparcosuppdraget på ca 37,5 mas, beräknas den befinna sig på ett avstånd av ca 87 ljusår (ca 27 parsek) från solen och är sannolikt en astrometrisk dubbelstjärna.

## Egenskaper
Primärstjärnan Sigma Ceti A är en gul till vit stjärna i huvudserien av spektralklass F5 V. Malaroda (1975) tilldelade den emellertid spektralklass F5 IV, vilket betyder att den skulle kunna vara en mer utvecklad underjättestjärna. Den har en uppskattad massa som är ca 20 procent större än solens massa, radie som är ca 1,5 gånger större än solens och utsänder från dess fotosfär ca 8 gånger mera energi än solen vid en effektiv temperatur på ca 6 500 K.